# Peerke Dondersmonument

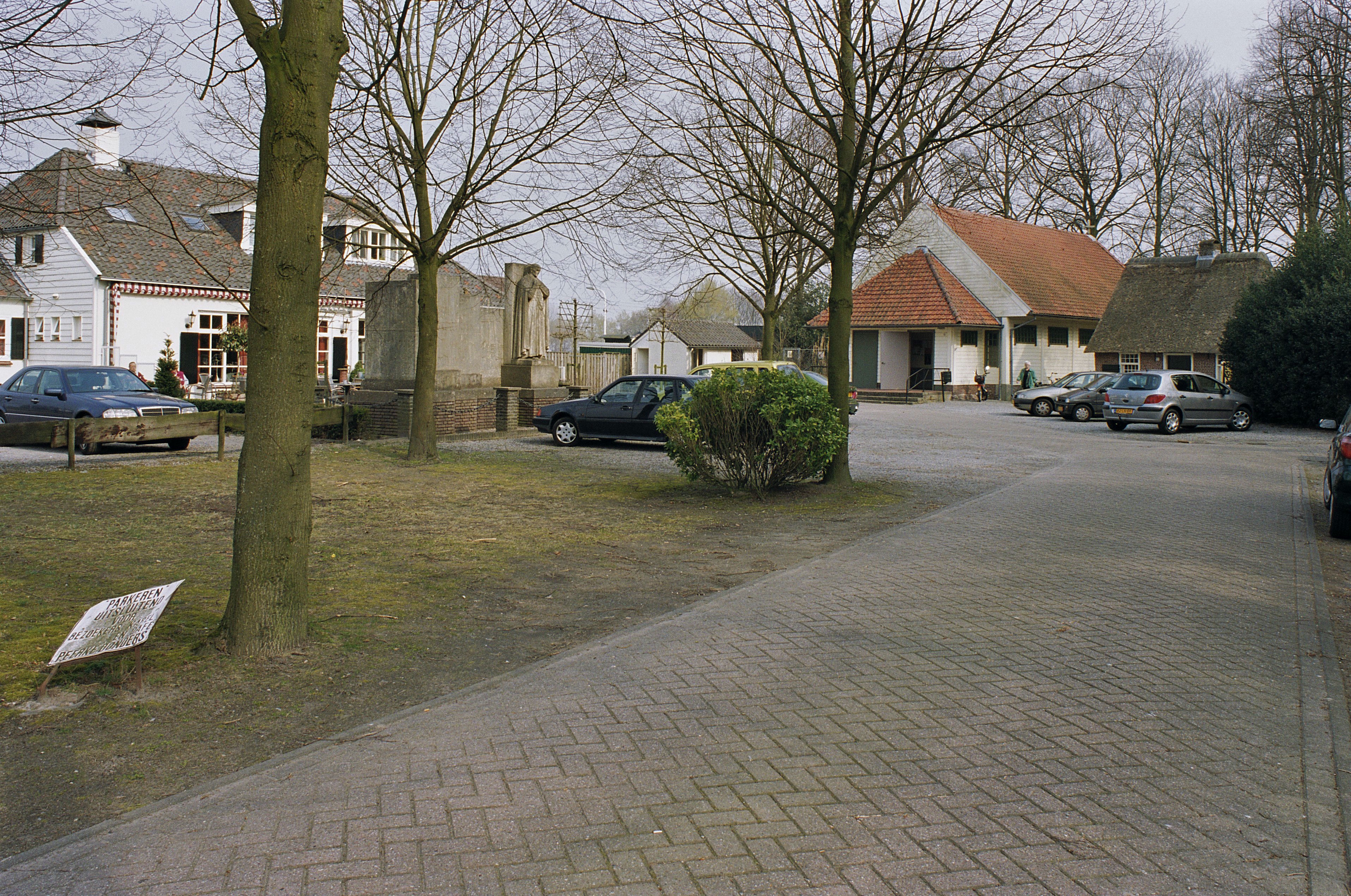
Overzicht bedevaartsoord met v.l.n.r. café, monument, kapel en geboortehuis, foto 2003

Het Peerke Dondersmonument is een gedenkteken bij het geboortehuis van Peerke Donders in de Nederlandse stad Tilburg.

## Achtergrond
Petrus Norbertus Donders of Peerke Donders (1809-1887), was een Nederlandse missionaris. Hij werd geboren als zoon van een wever in de buurtschap Heikant, bij Tilburg. Nadat hij in 1841 tot priester was gewijd vertrok hij naar Suriname. Donders was kapelaan te Paramaribo en vanaf 1856 pastoor op de staatsleprozerie Batavia, een voormalige cacaoplantage. Na zijn toetreding tot de congregatie der redemptoristen maakte Donders vanaf 1867 missiereizen naar de binnenlanden van Suriname. In 1882 werd hij teruggeroepen naar Paramaribo en tewerkgesteld op de missiepost Mary's Hope te Coronie. In 1885 werd hij opnieuw gestationeerd op Batavia, waar hij in 1887 overleed. In 1900 werd zijn lichaam bijgezet in de Sint-Petrus-en-Pauluskerk te Paramaribo. In 1913 werd Donders eerbiedwaardig verklaard door paus Pius X, het begin van een proces tot heiligverklaring.
Vanaf 1900 kochten de redemptoristen de grond waar het geboortehuis van Donders gestaan had. In 1923 werd hier een marmeren gedenksteen geplaatst en werd de Peerke Donderskapel met processiepark gebouwd. In 1930 werd het geboortehuis van Peerke Donders gereconstrueerd. Nadat in 1926 aan het Tilburgse Wilhelminapark het standbeeld Petrus Donders werd onthuld, wilde men ook een monument op zijn geboortegrond. De opdracht hiervoor werd gegund aan de Roermondse beeldhouwer Karel Lücker. Het monument werd geplaatst in de nabijheid van kapel en geboortehuis en werd op 10 september 1933 onthuld door de redemptoristenpater Saut.

## Beschrijving
Het gedenkteken toont een sculptuur van Donders ten voeten uit, gekleed in een priestertoog, tegen een staande steen. Op het voetstuk de tekst "wie zich vernedert zal verheven worden Luc 18:14". Rechts van hem zijn staande kalkstenen blokken geplaatst, waarop in bas-reliëf scènes uit het leven van Donders zijn afgebeeld, begeleid door diverse Bijbelteksten. Ze tonen onder meer Donders als jongen achter het weefgetouw, als verzorger van melaatsen en als doper van indianen.
Het geheel staat op een in kettingverband gemetseld, bakstenen basement.

## Waardering
Het gedenkteken werd in 2002 als rijksmonument in het monumentenregister opgenomen. De Rijksdienst voor het Cultureel Erfgoed (RCE) gaf het daarbij de volgende waardering mee: Het monument is van algemeen belang. Het heeft cultuurhistorisch belang als bijzondere uitdrukking van de ontwikkeling van de katholieke devotie in het zuiden van Nederland en is tevens van belang als voorbeeld van de typologische ontwikkeling van de bedevaartplaatsen na 1900. Het is van kunsthistorisch belang vanwege de stijl en detaillering en als voorbeeld van het werk van de beeldhouwer Lücker. Het heeft ensemblewaarden wegens de bijzondere samenhang met kapel en beeldengroepen. Het is gaaf bewaard gebleven en van belang wegens de architectuurhistorische, bouwtechnische, typologische en functionele zeldzaamheid van een dergelijk complex.